# Raab-Katzenstein RK 8
Die Raab-Katzenstein RK 8 Marabu war ein 2–3 sitziger Passagier- und Mehrzweck-Doppeldecker der Raab-Katzenstein-Flugzeugwerke aus dem Jahr 1927.

## Entwicklung
Die Raab-Katzenstein RK 8 Marabu entstand 1927 als Nachfolgeprojekt für den abgebrochenen Entwurf des Passagier-Doppeldeckers Raab-Katzenstein RK 3. Statt eines weiteren, eigenen Flugzeugentwurfs entschied sich Antonius Raab bei der RK 8 für die Übernahme eines bereits existierenden, einfachen Passagierflugzeug-Entwurfs der Deutschen Lloyd Flugzeugwerke GmbH (DLFW), die die Rechte am Kriegsaufklärer LVG C.VI erworben hatte und diesen für zivile Zwecke umkonstruiert hatte.
Aus den DLFW-Entwürfen entstanden im RaKa-Konstruktionsbüro unter Paul Hall zwei Ableitungen für die RaKa RK 8. Der erste Entwurf sah die weitgehende Beibehaltung des offenen Passagier-Doppeldeckers wie bei der LVG C.VI vor. In einem zweiten Entwurf ersetzte Hall den offenen Passagiersitz durch eine geschlossene Passagierkabine, in der 2–3 Personen Platz fanden. Dieser Entwurf entsprach der bereits bei LVG 1919 aus der LVG C.VI abgeleiteten LVG P.I.
Der Erstflug des RK8 Prototypen erfolgte im März 1927. Beim Flugtag in Vaals wurde der Marabu erstmals der Öffentlichkeit am 24. März 1927 vorgestellt.
Mit einem Stückpreis von 13.500 RM war die RaKa RK8 Marabu etwa halb so teuer wie der Phönix-Entwurf von 1926. Allerdings erwies sich der Entwurf der Verkehrslimousine, wie sie 1919 üblich war, Mitte der 20er Jahre als nicht mehr konkurrenzfähig. Für die Kabinenvariante der RK 8 fanden sich keine Interessenten. Vom Kabinenflugzeug RaKa RK8 entstanden nur zwei Exemplare.
Allerdings wurde eine Kleinserie des offenen Doppeldeckers RaKa LVG C.VI als Mehrzweckflugzeug für die Schädlings- und Waldbrandbekämpfung und die Luftbild-Industrie aufgelegt, der später unter der Bezeichnung RaKa RK8a vermarktet wurde. Als Nachtwerbeflugzeug konnte die RaKa RK8a an der unteren Tragfläche auch mit Schriftzug-Lampen ausgerüstet werden, wie sie bei der Schokoladenfirma Monheim/Trumpf zum Einsatz kamen. Insgesamt entstanden bis 1928 sechs dieser Mehrzweckflugzeuge vom Typ RK8a.
Im Einsatz erwies sich der verwendete Benz Bz4-Motor als äußerst unzuverlässig. Häufige Überhitzungsprobleme führten zu Motorausfällen. Rundflüge mit der Kabinenversion RK8 mussten daher häufig auf Flugtagen kurzfristig abgesagt werden. Auch in der Forstwirtschaft waren Motorausfälle über Waldgebieten nicht akzeptabel. Die meisten RaKa RK8/RK8a wurden daher bereits bis 1932 abgestellt.

## Varianten
- RaKa RK8 Marabu – Kabinenflugzeug auf Basis DLFW LVG.CI bzw. LVG.PI mit verkürztem Rumpf
- RaKa LVG.CI – offenes Passagierflugzeug auf Basis DLFW LVG.CI
- RaKa RK8a – Vermarktungsbezeichnung für RaKa LVG C.VI

## Technische Daten
| Kenngröße             | RK 8                       | RK 8a                      |
| --------------------- | -------------------------- | -------------------------- |
| Besatzung             | 3–4                        | 2–3                        |
| Spannweite            | oben 13,00 m unten 12,48 m | oben 13,00 m unten 12,48 m |
| Länge                 | 7,50 m                     | 7,50 m                     |
| Höhe                  | 2,90 m                     | 3,20 m                     |
| Flügelfläche          | 36,00 m²                   | 36,00 m²                   |
| Flächenbelastung      | 41,6 kg/m²                 | 38,9 kg/m²                 |
| Leistungsbelastung    | 6,8 kg/PS                  | 5,4 kg/PS                  |
| Leermasse             | 1020 kg                    | 960 kg                     |
| Zuladung              | 480 kg                     | 435 kg                     |
| Startmasse            | 1500 kg                    | 1400 kg                    |
| Höchstgeschwindigkeit | 160 km/h                   | 155 km/h                   |
| Gipfelhöhe            | 4000 m                     | 4000 m                     |
| Aktionsradius         | 400 km                     | 400 km                     |
| Antrieb               | 220 PS Benz B4             | 220 PS Benz B4             |